# Runxt

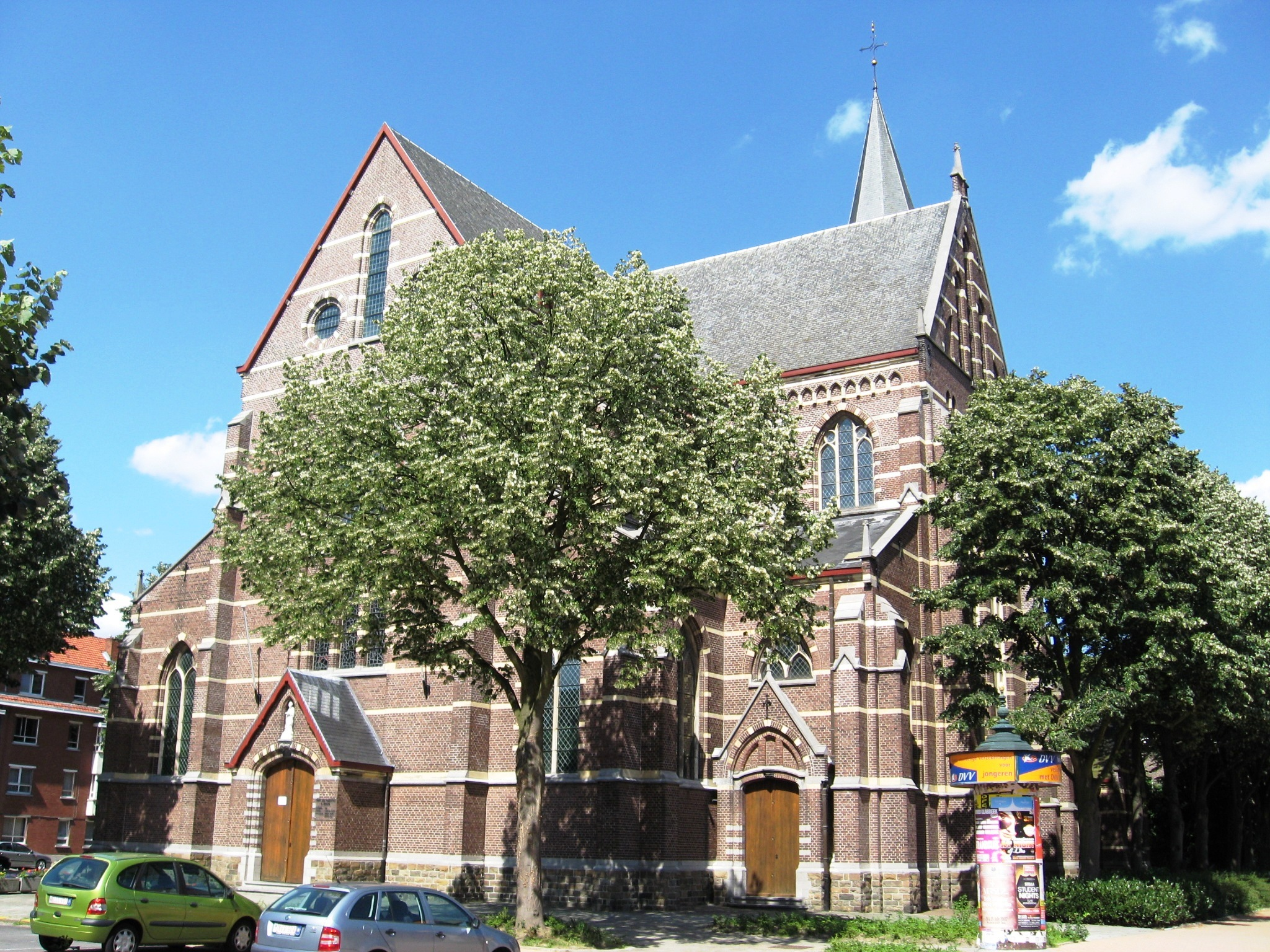
L'église Saint-Hubert

Runxt (en néerlandais : Runkst) est un quartier de la ville belge de Hasselt. En 2019, elle comptait 12021 habitants.
Runxt est situé au sud-ouest du centre-ville. Le quartier est délimité au nord par le chemin de fer vers Diest, à l'est par le chemin de fer vers Saint-Trond, au sud par la section de Herck-Saint-Lambert et à l'ouest par les sections de Stevoort et Curange.
Runxt-centre est un quartier situé à l'intérieur du Ring d'Hasselt, qui comptait 9132 habitants en 2019; la partie à l'extérieur du ring comptait alors 2 889 habitants.
Runxt est traversé par les routes allant vers Saint-Trond et Stevoort .

## Histoire
Runxt était à l'origine un petit hameau rural de Hasselt situé à l'extérieur des murs de la ville. Au début du XXe siècle, la ville cherchait à s'étendre au-delà des murs d'origine de la ville et un village-rue se développa sur la route de Saint-Trond. À l'arrière de la gare (vers Stevoort), des maisons principalement ouvrières sont construites. Un quartier résidentiel se développe autour de ces deux mouvements d'expansion et bientôt une paroisse est fondée, dédiée à Saint-Hubert. L'église Saint-Hubert a été consacrée en 1921. Après la Seconde Guerre mondiale, Runxt a continué à se développer rapidement grâce à la construction de nouveaux quartiers résidentiels, ce qui a abouti à la fondation de 2 autres paroisses: Saint-Christophe à l'ouest et la paroisse Sainte-Croix au sud. Au début du 21e siècle, le quartier est peuplé d'un public très hétérogène, tant en termes d'ethnicité que de classe sociale.

## Sites touristiques
- L'église néogothique Saint Hubert commencé en 1914[2] et terminé en 1921
- La chapelle de Hilst de 1850. En 1798, de violents combats eurent lieu à cet endroit pendant la guerre des Boers .
- Tommelen, réserve naturelle
- Runkster höfke, vignoble de la ville et plus petit domaine viticole du pays.
- Le château d'eau .

### Articles  connexes
- Hasselt